# 马丁门

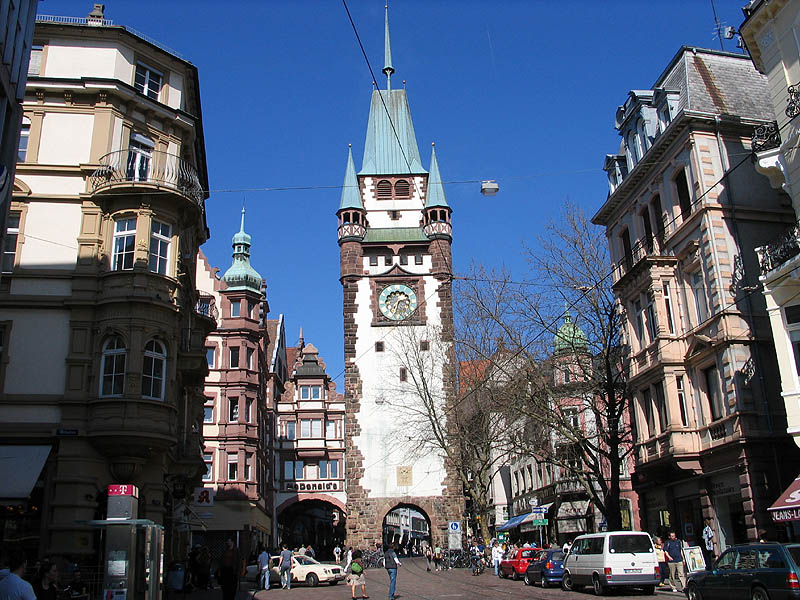

马丁门（Martinstor）是弗赖堡自中世纪时代保存下来的两个古城门之一，位于约瑟夫皇帝大街。

## 历史
马丁门在1901年经历过改变，当时随着城市的发展和电车的开通，周围的建筑已经超过了城门，通道也变得太小。卡尔·舍费尔将其高度从22增加到60米，采用15世纪的建筑风格。
面对市中心有一个牌匾，上面刻着在1599年作为女巫被烧死的三名弗赖堡公民的名字：Marghareta Mößmer, 凯萨琳娜施塔德尔曼Catharina Stadelmann和Anna Wolffart. 。
弗赖堡市场大厅（Freiburger Markthalle）、马丁门剧院（Theater am Martinstor）和马丁（Martinsbräu）都位于拱门附近的一条小街Martinsgässle。
47°59′37″N 7°50′56″E / 47.9936°N 7.8489°E